# The Walking Dead: The Road to Woodbury
The Walking Dead: The Road To Woodbury is een post-apocalyptische horror roman geschreven door Robert Kirkman en Jay Bonansinga. De roman is gebaseerd op de stripserie The Walking Dead welke geschreven en getekend is door Robert Kirkman. Het boek vertelt het achtergrondverhaal van Lilly die op weg is naar het veilige Woodbury. Het is het tweede deel van een geplande trilogie van romans, en is het vervolg op The Walking Dead: Rise of the Governor. De roman werd uitgebracht op 16 oktober 2012.

## Verhaal
De roman volgt het verhaal van Lilly en haar pad naar Woodbury in Georgia, een nederzetting welke volledig is gebarricadeerde tot in huiskamers om zo de walkers buiten de stad te houden. Alles lijkt perfect in de stad, er is eten, onderdak, veiligheid en de stad wordt met de dag sterker. Echter kent Woodbury een leider genaamd Philip Blake. Hij zorgt voor de orde en veiligheid van de stad en haar inwoners, maar Lilly heeft de vermoedens dat niet alles is wat het lijkt. Philip die onlangs is begonnen zichzelf de Gouverneur te gaan noemen, heeft verontrustende ideeën over het recht en orde binnen de gemeenschap. Lilly vormt samen met een groep rebellen een band om tegen Philip Blake te gaan vechten, om zo zijn bewind te vernietigen